# Camail d'armure
Pour les articles homonymes, voir Camail.
 (novembre 2009).

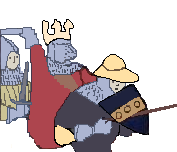
Deux camails de casque et un camail de capuche.

Le camail d'armure est une protection métallique souple recouvrant le crâne, le cou et le haut du torse et des épaules durant le bas Moyen Âge d'Europe occidentale.

## Étymologie
Le terme viendrait de la corruption de l'expression cap mail, c'est-à-dire de tête de mail, tête de macle ; les mailles ou macles sont des pièces de protection rigide (métalliques, en cuir durci, en corne, etc.) fixées à un support textile (broigne) ou entre elles (cotte de mailles).
Aussi connu sous les termes de cap-mail, cap-malha, capmailh, coëffet pour les modèles les plus anciens, ou avental, aventail, voire ventail sous des formes de camail de bassinet. Le terme aventail est d'ailleurs l'appellation anglaise du camail. Le mot camail ne désigne initialement que ces défenses corporelles utilisées au bas Moyen Âge d'Europe occidentale. Par extension, ce nom est également utilisé pour des éléments équivalents d'autres époques et d'autres régions.

## Caractéristiques
Afin de ne pas gêner les mouvements du cou, les camails devaient être souples. De ce fait, ils ont souvent été réalisés suivant la technique des mailles annulaires. On en trouve cependant en mailles (jaseran ou jazeran) ou en broigne.

## Formes
- bassinet avec camail (camail de casque) ;
- bassinet à bec de passereau avec camail de casque) ;
- chapeau de fer porté sur un camail traditionnel (capuche).

On trouve deux formes de camail :

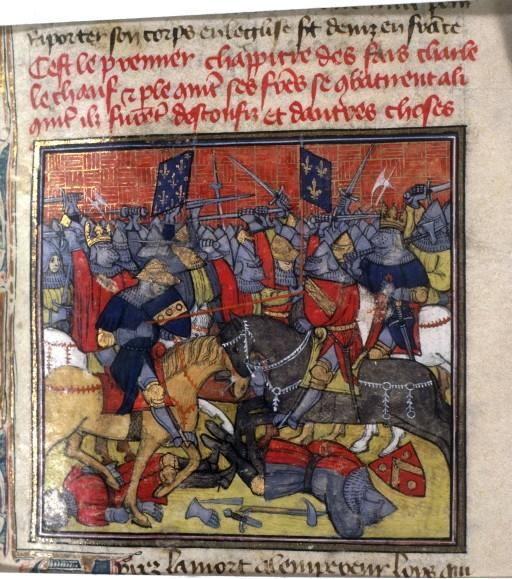
Bataille de Fontenoy-en-Puisaye telle que représentée au XIVe siècle. Les cavaliers portent des camails. L'extrait simplifié montre trois défenses de tête différentes :

- un couvre-nuque : une bande de tissu de mailles, fixée au bas d'un casque. Dans ce cas, il arrivait que le camail ne protège pas complètement le cou, mais seulement la nuque ;
- une sorte de chaperon, de capeline avec capuche. Ce type de protection peut aussi être nommé cervelière ou coëffete. Les camails de ce type furent souvent directement intégrés aux hauberts et haubergeons. Dans ce cas, ils affectaient la forme d'une capuche, que l'on pouvait plus ou moins refermer par un laçage, afin de protéger le cou.

Suivant la nomenclature actuelle, seuls les camails fermés sur le devant, ou pouvant se refermer sur le devant (protection du cou) devraient être appelés camails.
Les protections de même type sans capuches (protection des épaules et de la gorge) sont plutôt classées dans les gorgerins.
| Sceau de gui de laval en 1095. Il porte un "haubert" de broigne "demie clour" avec camail intégré | Contre-sceau de Louis VII le jeune en 1041. Il porte un haubert avec camail intégré | Sceau de Richard Cœur de lion en 1195. Il porte un haubert avec camail intégré | Statue de saint Maurice, cathédrale de Magdebourg (Allemagne), Milieu du XIIIe siècle. |
| Sceau de Guy de Laval en 1095. Il porte un "haubert" de broigne "demie clour" avec camail intégré | Contre-sceau de Louis VII le Jeune en 1041. Il porte un haubert avec camail intégré | Sceau de Richard Cœur de Lion en 1195. Il porte un haubert avec camail intégré | Statue de saint Maurice, cathédrale de Magdebourg (Allemagne), milieu du XIIIe siècle. |

## Évolution historique

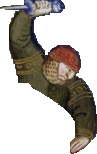
Camail dont le haut semble être en tissu

Originellement, le camail était une protection de tête d'un seul tenant avec la défense de corps. Il était réalisé de la même manière que la défense de corps et donc fabriqué en mailles plates sur support textile (broigne). Un camail indépendant semble cependant avoir été exceptionnellement utilisé dès l'origine de ce type de défense. Ce camail semble cependant avoir été peu courant sous cette forme, peut-être du fait de son coût et de son manque de souplesse.
Le camail est porté sur un bonnet rembourré et le casque directement posé par-dessus. Des lacets peuvent fermer le camail et le solidariser avec le casque.
Au XIIe siècle, la réintroduction et le développement de la cotte de mailles, sous la forme de maille annulaire, rend le camail plus pratique et confortable. La proportion de camails indépendants de la défense de corps augmente, permettant à un combattant de posséder un camail bien souple, tout en protégeant son thorax par une broigne plus solide. On voit également apparaître des coëffettes de maille, sorte de camail simplifié protégeant juste la tête, mais laissant le cou et les épaules à nu. Les coëffettes sont généralement prolongées par deux pendants de mailles, utilisés comme jugulaire et protégeant le cou. Une pièce de tissu de maille pouvant être rabattue et lacée devant le visage apparaît dans certains camails. Cette défense laissant passer le vent (le souffle, la respiration en français actuel), est nommée ventail. Ce ventail se raréfie au XIIIe siècle, détrôné par le ventail constitué d'une plate articulée avec le casque.
Le camail, bien que toujours porté sur un bonnet rembourré, peut être doublé de tissu, pour que le fer n'écorche pas le cou du porteur.
Au début du XIIe siècle, on porte le casque cylindro-ogival ou cylindrique, descendant jusqu'aux yeux et généralement doté d'un nasal. Au cours de ce siècle, il évolue par l'amélioration du nasal, qui dans certains cas devient une protection complète de la face, percé uniquement d'ouverture pour permettre la vue et la respiration.
De la fin du XIIe siècle au début du XIVe siècle, le phénomène s'accentue, le casque descend de plus en plus bas sur les côtés et par derrière, jusqu'à enfermer totalement la tête, pour devenir le heaume.
Au début du XIVe siècle apparaît le heaume dont la face avant peut s'ouvrir, permettant ainsi au combattant de porter son casque sans étouffer.
Bien que très protecteur, le heaume est difficile à porter : il gêne la vue, la respiration et les mouvements de la tête, se transformant en étuve au bout de quelques minutes. Il est lourd et donc fatigant pour les muscles du cou et des épaules. Pour couronner le tout, il est cher. Il disparaît donc, progressivement, au profit d'une protection plus pratique, le bassinet, plus léger et moins cher.

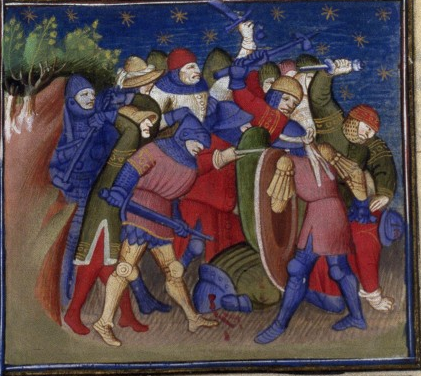
Cette enluminure nous montre trois camails dont le haut n'est pas armuré. Ces trois camails se terminent par des calottes textiles, que l'on ne peut confondre avec des cervelières (la couleur et l'effet de texture rendu par l'enluminure rend l'erreur impossible). En particulier pour le personnage le plus à droite, dont on distingue nettement les "boudins" faits par le rembourrage de la coiffe. Deux montages peuvent expliquer cette apparence :
- un camail entier dont le haut est recouvert par un second bonnet rembourré destiné à caler le casque. Cette explication ne semble plus retenue à l'heure actuelle (elle date de l'époque de Eugène Viollet-le-Duc) mais n'est pas à exclure ;
- un camail s'arrêtant au niveau des tempes et laissant la calotte crânienne à découvert, la partie textile visible étant le haut du bonnet rembourré, sous le camail. Cette hypothèse, aussi ancienne que la précédente semble actuellement plus probable. Ce montage avait l'avantage d'alléger la défense de tête, de bien caler le casque et d'améliorer l'amortissement des coups.
L'épaisseur du bonnet pouvait, en partie, compenser la réduction de protection de la calotte crânienne.

Le camail doit donc s'adapter aux nouveaux casques.
Le camail « traditionnel » de mailles annulaires continue d'être utilisé. Il semble toutefois que le camail intégré au haubert et au haubergeron se soit raréfié dans la seconde partie du XIIIe siècle, pour devenir une exception à la fin de ce siècle.
Dans le même temps, le ventail attenant au camail de raréfie également, sans toutefois disparaître.
Dès la fin du XIIIe siècle, le heaume est suffisamment protecteur et lourd, pour que son porteur augmente considérablement l'épaisseur du bonnet rembourré porté dessous. Le camail prend donc plusieurs centimètres en hauteur pour laisser de la place à cette modification.
Certaines images montrent une apparente disparition des mailles sur le haut du crâne. Deux explications peuvent rendre compte de ce fait. Soit un bonnet ou un turban fixé sur le camail, soit la suppression pure et simple de cette partie. Dans les deux cas, cela devait faciliter le maintien du heaume (directement posé sur le camail), et dans le second cas, cela permettait de gagner un poids qui n'avait rien de négligeable. Par son épaisseur, le bonnet constitue une protection non négligeable (voir jaque, gambison) et permet cet allégement.

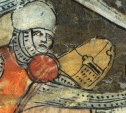
Camail avec cervelière et grand heaume

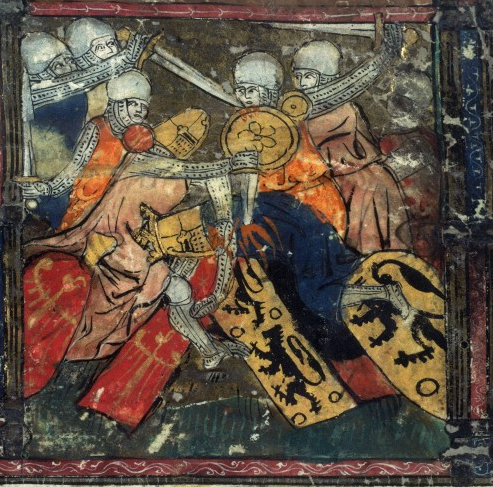
Cinq combattants avec camail et cervelière et deux combattants avec grand heaume s'affrontant.
Les costumes et l'armement sont "vieillots" pour le XIVe siècle: la scène est censée se dérouler dans l'Antiquité (bataille des fils d'Œdipe pour la domination de Thèbe?) et le costume de guerre de la génération précédente y a été représenté. Coutume courante au Moyen Âge, les connaissances historiques étant alors des plus limitées.

D'autres camails ont évolué par un renforcement de la partie sommital. La boîte crânienne ne nécessitant pas une défense souple, cette partie fut, sur certains camails, renforcée par des plates. Dès le début du XIIIe siècle, ces ou cette plate formaient un casque léger affectant la forme d'une calotte. Ce casque léger, ou cervelière, est rapidement devenu indépendant du reste du camail auquel il ne fut plus relié que par un laçage passant par des trous percé dans le casque, puis par un laçage utilisant un système de vervelles (en). Ces cervelières semblent avoir remplacé les casques de type cylindro ogival ou cylindriques comme casque « léger » indépendamment des casques « lourds » qu'étaient les heaumes. Des camails avec cervelière ont aussi été utilisés avec le grand heaume, bien qu'un tel système ait été d'un poids rédhibitoire. Avec ou sans camail, les cervelières ont évolué pour donner des casques plus légers que les heaumes, baccinet, berruyer, barbute, reproduisant l'évolution qui avait transformé les casques cylindro ogival et cylindrique en "grand" heaume.
Il semble que durant la deuxième partie du XIVe siècle, les camails "traditionnels" et leurs dérivés, les Coëffet, se soient raréfiés, avant de finalement tombés en désuétude au XVe siècle.
Il semble aussi que dans le même temps des sortes de capeline de mailles annulaires soient apparues. Ces nouvelles protections, n'étaient qu'un camail "traditionnel" sans la partie protégeant la tête, et parfois sans celle protégeant le cou. Ce type de défense se nomme Mail Cape en anglais, mais son surnom est Bishop's Mantle (Nom anglais du camail ecclésiastique). En français, l'on nomme souvent gorgière une telle pièce d'armure. le site du st. Louis art Museum en donne un bel exemple (en fin de page).
Dans les mêmes périodes, les camails "de casques" se transforment aussi. Ils raccourcissent au point de ne plus protéger que le cou, puis devinrent encore plus petits, et ne protègent que la jonction entre le casque et les plates défendant le cou.
Le nom de ces défenses devient, comme pour les camails "classiques", Gorgière (gorgerette, gorgeray, gorgerey, gourgerit, etc.) peut être par analogie à la pièce, du même nom, du vêtement féminin.
Les gorgières "de casque" finissent par disparaître en fin du XVe siècle, début XVIe siècle. À cette époque la disposition des plates protégeant le cou les rend inutile.

## Hors de l'Europe
Camail est un terme se référant à une partie du monde (Europe occidentale) et à une époque (post Xe siècle en comptant large). Théoriquement les équivalents d'autres régions, ou d'autres époques ne devraient pas être ainsi désignés.
Dans les faits, la différenciation est beaucoup plus nuancée. À titre d'exemple, des défenses de tête utilisées de la Syrie jusqu'aux portes de la Russie sont en général nommées camails. Cependant, la même défense de tête, adoptée par les hussards implantés par le Tzar dans les montagnes du Caucase est nommée casque de mailles. C'est cette appellation qui semble avoir été utilisée pour le modèle règlementaire des hussards du Convoy (garde du corps du Tzar).
Même si le terme "camail" est théoriquement erroné, il est souvent utilisé comme terme générique. Cela permet de désigner rapidement des pièces défensives, sans utiliser un langage peu connu en Europe, et sans utiliser de longue périphrase.